# مقاطعة ريدجو إميليا

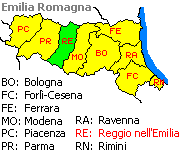
مقاطعة ريدجو إميليا

مقاطعة ريدجو إميليا (بالإيطالية: Provincia di Reggio Emilia)‏، مقاطعة شمال إيطاليا في إقليم إميليا رومانيا، عدد سكانها 487.003 نسمة ومساحتها 2293 كيلومتر مربع وبها 45 مدينة وبلدة وقرية وعاصمتها مدينة ريدجو إميليا، يحدها شمالا إقليم لومبارديا (مقاطعة مانتوفا)، من الشرق مقاطعة مودينا، ومن الجنوب إقليم توسكانا (مقاطعة ماسا كرارا ومقاطعة لوكا)، ومن الغرب مقاطعة بارما.

## أهم المدن
- Reggio nell'Emilia ريدجو إميليا 159.809 نسمة
- Scandiano سكانديانو 23.700 نسمة
- Correggio كوريدجو 20.596 نسمة

## توأمة
لمقاطعة ريدجو إميليا اتفاقيات توأمة مع:
- منطقة إنتس